# The Other Woman (álbum de Michael Dunford)
The Other Woman es un álbum de estudio publicado en 1994 por el músico inglés Michael Dunford, bajo el nombre de Michael Dunford's Renaissance.
Este LP no es realmente un disco del grupo británico de rock progresivo de Renaissance, sino un trabajo solista de Dunford acompañado de la cantante estadounidense Stephanie Adlington, con un estilo de pop rock alejado del clásico sonido de rock sinfónico de la banda inglesa. 
Fue en una sesión de grabación para un nuevo musical, con letras de Betty Thatcher, donde Michael Dunford conoció a Stephanie Adlington. Michael llamó a Stephanie unas semanas después de aquellas sesiones y le pidió que grabara una nueva maqueta de «Northern Lights» y luego grabó las primeras maquetas del álbum que se convertiría en The Other Woman.
El título hace referencia a que aquí no participa la vocalista de Renaissance Annie Haslam, aunque sí se interpretan dos canciones que originalmente fueron cantadas por ella: «Love Lies Love Dies» y «Northern Lights», las dos compuestas por Michael Dunford.

## Lista de canciones
1. «Deja Vu» (4:46)
2. «Love Lies, Love Dies» (5:00)
3. «Don't Talk» (3:55)
4. «The Other Woman» (5:20)
5. «Lock In on Love» (4:55)
6. «Northern Lights» (4:23)
7. «So Blase» (4:48)
8. «Quicksilver» (4:28)
9. «May You Be Blessed» (1:56)
10. «Somewhere West of Here» (6:11)

## Integrantes
- Stephanie Adlington - voz principal, coros
- Michael Dunford - guitarra acústica
- Stuart Bradbury - guitarra eléctrica y acústica
- Andy Spillar - teclados, programación, arreglos
- Phil Mulford - bajo
- Dave Dowle - batería

Músicos invitados:
- Rory Wilson - guitarra eléctrica en pista 8

Letras:
- Betty Thatcher